# Море Лигеи
Море Лигеи (лат. Ligeia Mare) — углеводородное море Титана (спутника Сатурна). Названо в честь одной из сирен в греческой мифологии. Находится в северном полушарии, близко к полюсу. Координаты центра: 79°42′ с. ш. 247°54′ з. д. / 79,70° с. ш. 247,90° з. д.
Море состоит в основном из этана и метана. Ширина около 500 км, площадь 100 000 км2, что вдвое больше, чем площадь земных Байкала и Ладожского озера вместе взятых. Глубина, согласно радиолокационным исследованиям Кассини 2013 года, составляет примерно 170 метров. Сообщается с морем Кракена через пролив Тревайза.
Открыто в 2007 году вместе с другими северными морями и озёрами.
В рамках предстоящей миссии по исследованию Титана планируется исследование моря.

Движение облаков над морем Лигеи

## Ссылки

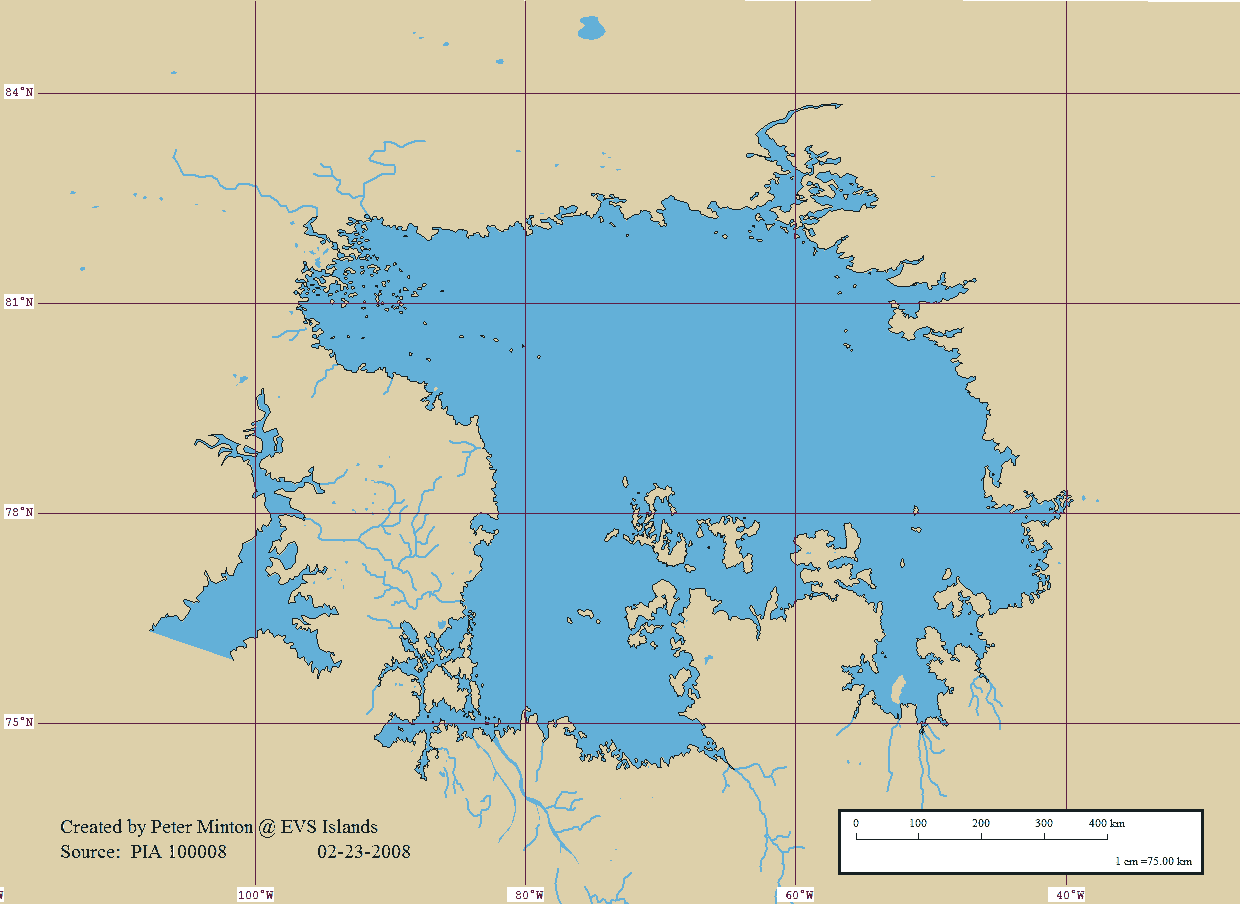
Карта Моря Лигеи